# Palazzo Capizucchi
Palazzo Capizucchi, ora Palazzo Gasparri, è un palazzo di Roma, che si trova in piazza Campitelli, l'antica Piazza Capizucchi, nel rione Campitelli.

## Storia e descrizione
Il palazzo fu costruito nel 1585, su incarico di Marcello Capizucchi, nel luogo dove c'erano antiche residenze della famiglia Capizucchi, che già viveva in quella zona dalla metà del XV secolo. I Capizucchi avevano tre cardinali all'inizio del XII secolo, un fatto che rivela che la famiglia era una delle più importanti dell'epoca. Nel XVI secolo, il principale esponente fu il cardinale Gianantonio Capizucchi.
Il palazzo è stato costruito da Giacomo della Porta, che ha progettato anche l'adiacente Palazzo Albertoni Spinola (1600); entrambi sono situati davanti alla chiesa di Santa Maria in Campitelli, costruita da Girolamo Rainaldi. Probabilmente il progetto originale del palazzo è del Vignola. I due palazzi condividono una grande facciata semi-indipendente, ma internamente sono due palazzi completamente separati. Le finestre del primo piano, con i loro ovali inseriti nel timpano, hanno avuto questa loro caratteristica barocca nel XVII secolo. All'interno c'è un'elegante sala da musica. Un lato del cortile interno ha un portico con tre archi e lesene, mentre due lati hanno falsi archi.
Tra il 1672 e il 1674, Mattia De Rossi ingrandì il palazzo a destra, le quattro facciate interne nel cortile interno e il prospetto posteriore. Quest'ultimo, in Piazza Capizucchi, è in gran parte identico a quello principale, su piazza Campitelli, con un bellissimo cancello sormontato da un balcone con porta-finestra. Le finestre del piano nobile del prospetto posteriore hanno timpani interrotti da ovali; quelli sulla sinistra hanno delle finestre mentre quelli a destra sono chiusi.
La famiglia Capizucchi si estinse all'inizio del XIX secolo e il palazzo di famiglia fu acquistato prima dal marchese di Vallaccone, nobile di Norcia e Veroli, Ippolito Cipriani (1813) e successivamente dal marchese Giuseppe Troili (1843), che commissionò la costruzione di un terzo piano. Gli eredi del palazzo, la famiglia Massimo lo vendette nel 1924, ai Gasparri. Fino al 2012, il palazzo ha ospitato l'ambasciata della Repubblica d'Irlanda in Italia, prima di trasferirsi a Villa Spada. In seguito l'edificio è stato suddiviso in appartamenti.